# Elsa Karlsson
Elsa Karlsson, född 10 oktober 1992 i Oskarshamn, är en svensk fotbollsspelare (försvarare).

## Karriär
Karlssons moderklubb är Kristinebergs FF. Som 19-åring gick hon till Rödsle BK.
Inför säsongen 2011 värvades Karlsson av IFK Kalmar. Hon värvades som yttermittfältare (högerytter), men blev sedan mittback och utgjorde tillsammans med Elin Olofsson IFK Kalmars ordinarie mittbackspar under säsongerna 2013 till 2016. Inför säsongen 2017 blev hon utsedd till lagkapten. Efter totalt nio säsonger i klubben valde Karlsson efter säsongen 2019 att lämna klubben.
Den 19 december 2019 värvades Karlsson av Hammarby IF, där hon skrev på ett ettårskontrakt. I december 2020 förlängde Karlsson sitt kontrakt med ett år. I december 2021 förlängde hon sitt kontrakt med ytterligare ett år. Efter säsongen 2022 lämnade Karlsson klubben.